# Аксенокс, Айварс
Айварс Аксенокс (латыш. Aivars Aksenoks, в русском написании также Айвар Аксенок; 24 мая 1961, Рига, Латвийская ССР, СССР) — латвийский политик. Мэр Риги (2005—2007).

## Биография
Родился 24 мая 1961 года в Риге в семье Раймонда Гунараса Аксененок-Аксенок.
Учился в 1-й Рижской средней школе и на механико-механическом факультете Рижского политехнического института, который окончил по специальности «автомобили и техническое обслуживание автомобилей» в 1984 году.

## Карьера
Работал на различных объектах, в том числе во Вьетнаме. В молодые годы был профессиональным танцором.
Был начальником Рижского отделения дорожной полиции и, одновременно, учился на юридическом факультете Латвийского университета, который окончил в 2003 году.
До 1991 года состоял в КПСС (перестал платить взносы в 1989 году). Один из основателей и член партии «Новое время», из которой вышел в начале 2008 года. С 1 декабря 2008 года — член партии «Отечеству и свободе/ДННЛ».
В 2002—2004 годах был министром юстиции в правительстве Э. Репше. В 2005—2007 годах — мэр Риги .
Член правления Рижского свободного порта.
С октября 2009 года директор Рижского мотор-музея.

## Награды
- Орден Креста земли Марии III класса (2005, Эстония)[5]